# Ptah
| p · t | H | A40 |

| p · t | H | A40 |

Ptah (czyt. pta) – bóg memficki. W mitologii egipskiej jest to bóg stwórca, stojący na czele Wielkiej Trójki Bogów. Razem z lwiogłową Sechmet i Nefertumem tworzyli w Memfis triadę. Koncepcja religijna głosząca pierwszeństwo Ptaha rywalizowała z kultem Ra i ostatecznie przegrała z nim w okresie Średniego Państwa.
Ptah był opiekunem sztuk i rzemiosła. Występował pod postacią człowieka, z ogoloną głową i laską (będącą połączeniem symbolu anch, berła uas i filaru dżed) w ręku. Świętym zwierzęciem Ptaha był Apis. Za syna Ptaha uznano Nefertuma oraz półboga Imhotepa – arcykapłana i budowniczego piramidy Dżasera.

## W mitologii
Według niektórych podań Ptah był prapagórkiem, który wyłonił się w trakcie tworzenia świata. Na nim zaś siedział jego syn, Nefertum. Jego żoną była Sekhmet, wojownicza bogini, której imię znaczy 'Mocarna' 

## W kulturze europejskiej
Temu egipskiemu bóstwu Giuseppe Verdi i Antonio Ghislanzoni poświęcili drugą (finałową) odsłonę pierwszego aktu opery Aida, w której pośród świątynnych modłów i ekstatycznych tańców kapłanek młody egipski wódz Radames odbiera z rąk najwyższego kapłana Ramfisa insygnia przywództwa na wojnę z Etiopami (Possente Fthà...). Także ostatnia scena Aidy rozgrywa się równolegle w grobowcu Radamesa i Aidy oraz świątyni; Amneris córka faraona modli się tam o ukojenie duszy (Immenso Fthà...).